# علی عادل‌شاه دوم
علی عادل‌شاه دوم هشتمین سلطان بیجاپور از دودمان عادل‌شاهی پس از پدرش محمد عادل‌شاه بود و پس از مرگ او، پسرش سکندر عادل‌شاه بر تخت نشست.